# Konrad Summenhart
Konrad Summenhart (*  um 1450 in Calw; † 20. Oktober 1502 im Kloster Schuttern) war ein deutscher Theologe, Kanonist und Naturphilosoph.

## Leben
Nach seinem Studium, das ihn nach Heidelberg und Paris führte,  lehrte Konrad Summenhart in Tübingen, wo er unter anderem mehrfach Rektor der Universität und Dekan der Artistenfakultät war. Seit 1484 arbeitete er an der Theologischen Fakultät in Tübingen. Er gilt als einer der bedeutendsten Gelehrten seiner Zeit.
Summenhart, der sich mit Theologie, Jurisprudenz, Ökonomie und Naturphilosophie befasste, war ein Vertreter einer Reformtheologie vor der Reformation. Seine Werke enthalten nur wenige Spuren der neuen humanistischen Tendenz in Deutschland. Einige seiner Werke stellten kirchliche Angelegenheiten in kritischem Licht dar, besonders klösterliche Missstände. Das machte ihn zum Vorläufer der Reformation.

## Werke (Auswahl)

De contractibus licitis atque illicitis, 1580

- Helmut Feld (Hrsg.): Conradi Summenhart Opera omnia.
  - Band 1: Tractatus theologici et canonistici. von Zabern,  Mainz 2004, ISBN 3-8053-3384-6